# Anorexia nervosa
Denna artikel handlar om det medicinska begreppet Anorexia nervosa. För det franska black metal-bandet se Anorexia Nervosa (band)
Anorexia nervosa är en form av ätstörning, som yttrar sig främst i en irrationell rädsla för viktuppgång och en förvriden kroppsuppfattning. Överdrivna kostrestriktioner, självsvält, tvångsbeteenden kring mat, och undervikt, ibland kraftig, ses ofta i samband med detta. Debuten sker oftast i tonåren, och är vanligast bland kvinnor. Uppskattningsvis 9 av 10 drabbade är kvinnor.
Patienter med anorexia nervosa har ofta en förvrängd självbild, vilken kan bibehållas genom olika kognitiva fördomar, som förändrar hur den drabbade individen utvärderar och tänker på sin kropp, mat och ätande. Individer med anorexia nervosa kan ofta betrakta sig som överviktiga eller "stora" även när de är underviktiga. Patienter med anorexia nervosa upplever ofta yrsel, huvudvärk, trötthet, och brist på energi. I syfte att motverka dessa biverkningar, särskilt de sistnämnda, kan personer med anorexi ägna sig åt andra skadliga beteenden, såsom rökning, överdriven koffeinkonsumtion och överdriven träning. Andra biverkningar som kan förekomma är håravfall, amenorré (mensbortfall) och utveckling av lanugobehåring över kroppen. På lång sikt kan anorexia nervosa leda till benskörhet och infertilitet.
Dödligheten är hög. I en metastudie från 2010 dog 5,86 per 1000 personer med anorexia nervosa. 20% av de som dog med anorexia nervosa dog till följd av självmord. I en studie från år 2000, där patienterna följts under tjugo år, visades en dödlighet på 16 %.
Sjukdomen som den ser ut idag beskrevs för första gången i litteraturen av Richard Morton 1684. Det medicinska begreppet anorexia nervosa myntades dock först 1873 av sir William Gull (England), men någon som helst dokumentation innan dess var ytterst sällsynt och sjukdomen hade aldrig tidigare blivit riktigt medicinskt dokumenterad.
Sjukdomen benämns ofta i folkmun "anorexia" eller "anorexi" vilket endast är förkortningar och inte medicinskt korrekta benämningar. Medicinskt syftar termen "anorexi", utan tillägg, på aptitlöshet som symptom. Ordet anorexi i sig är grekiska, och betyder "brist på aptit". Anorexia nervosa betyder nervös aptitlöshet, en term som inte ordagrant omfattar alla anorektiker eftersom vissa behåller förmågan att känna och tolka hunger.

## Orsaker

### Psykologiska orsaker
En studie har visat att de med AN lättare än kontrollgruppen påverkades i sin uppfattning av kroppar genom exponering av bilder på kroppar.

### Biologiska orsaker
Sjukdomen antas till viss del vara genetisk då forskare har isolerat en aptitkontrollerande gen som i högre grad bärs av anorektiker (då endast 4,5 % av kontrollgruppen bar på genen mot 11,0 % av gruppen med diagnosticerad anorexia nervosa). Studien publicerades i medicinvetenskapliga tidskriften Molecular Psychiatry.
Resultaten av Minnesota Starvation Experiment visade att normala kontrollpersoner uppvisade många av de beteendemönster som patienter med anorexia nervosa (AN) när de utsattes för svält. Detta kan bero på att de många förändringar som sker i det neuroendokrina systemet under svält, kan resultera i en självförstärkande cykel.
Flertalet studier har föreslagit att viktminskningen i sig, genom till exempel bantning kan vara den utlösande faktorn för att utveckla sjukdomen i vissa fall, möjligen på grund av ett redan förekommande anlag till AN. Studier har också rapporterat fall av AN som följd av oavsiktlig viktminskning,  till följd av olika orsaker, såsom en parasitinfektioner, biverkningar av medicinering, och biverkningar efter kirurgiska ingrepp, där viktminskning i sig var den utlösande faktorn.
En studie påvisar att återupptaget av signalsubstanser i serotoninreceptorn 5HT1A i hjärnan är störd, och ett lågt återupptag hos receptor 5HT.[källa behövs] Båda dessa reglerar känslor som ilska, rädsla, eufori, aggressivitet, lycka och aptit. Även hjärnans dopaminsystem har i en del fall visat sig vara stört.

### Fysiska och psykiska symptom
Anorexia nervosa påverkar det centrala nervsystemet och immunförsvaret. De fysiska symptomen är många, förutom den obligatoriska (provocerade) undervikten och de varierar mellan individer. De vanligaste symptomen är bland andra:
- näringsrubbningar: vitamin- och mineralbrist, proteinbrist, brist på fettsyror, uttorkning
- kognitiv påverkan och beteendepåverkan: yrsel, svimningsattacker, irritation och emotionell instabilitet, depression, sömnstörningar (svårigheter att somna eller överdrivet sömnbehov), trötthet, tröghet och långsamma, försiktiga kroppsrörelser, oförmåga att känna hunger, mättnad och törst, ständig hunger och törst, dim- och/eller dubbelsyn, frusenhet, skakningar, fysisk och psykisk svaghet
- påverkan på hormonproduktionen: amenorré, dvs. menstruationsbortfall, hypoöstrogenism, virilism (hyperandrogenism), höjda värden tillväxthormon, sänkta tyreoideahormoner, höjda kortisolnivåer, sänkta värden luteiniserande hormon
- påverkan på inre organ, organsystem och fysiologin: kraftigt nedsatt immunförsvar, försvagade vitala organ, tung andning, hjärtrytmsrubbningar, låg puls, kronisk diarré eller förstoppning, grumlig urin till följd av försvagning av njurarna, låg kroppstemperatur, muskelförtvining, benskörhet, vattenansamling i mag- och tarmkanalen
- påverkan på immunförsvaret: tätt insjuknande i sjukdomar som förkylning
- hudproblem: lanugobehåring över hela kroppen, ofta även ansiktet, hirsutism, missfärgade fingrar, torr, fjällig hud, tunn och skör hud, eksem, lätt att få blåmärken, försvårad eller långsam sårläkning
- påverkan på håret: torrt, fnasigt, livlöst hår, håravfall
- övrigt: torra slemhinnor, illaluktande andedräkt, allmän sjukdomskänsla, sköra tänder, sköra naglar, kalla händer och fötter

Svälten leder till att fettdepåer töms och muskler förtvinar, kroppsfunktionerna nedsätts eller upphör i långt gångna fall. Hjärnan som till stor del består av fett kan minska i volym, även om kroppen prioriterar hjärnan vid svält. I extrema fall kan skador uppstå som är jämförbara med dem man får av alkohol.
Ämnen som till exempel ammoniak, som produceras i samband med att musklerna förstörs i kroppen, är illaluktande och en frän lukt kan kännas från anorektikerns hud eller mun. Anorektikers tänder tar lätt skada på grund av två orsaker: för det första löper man stor risk att inte få i sig tillräckligt mycket kalk och kalcium, vilket leder till att även benstomme och skelett lider. Skelettet utnyttjar tändernas förråd av kalcium och detta gör tänderna mycket svaga. För det andra är det troligt att tänderna fräts på grund av självframkallad kräkning.
Som vid all annan svält kan anorektiker drabbas av olika bristsjukdomar, bl.a. marasm.
I långt gångna fall blir hjärtat lidande, och det händer att anorektiker får hjärtattacker, vilket även är en av de vanligaste dödsorsakerna kopplade till sjukdomen.
Vid oavbruten svält avlider personen ofrånkomligen, det är aldrig frågan om, utan när. Anorexia nervosa i sin obehandlade form är dödlig. De vanligaste dödsorsakerna är hjärtstillestånd eller hjärtattack som följd av svält och utmattning, att magsäcken brister vid eventuellt självframkallad kräkning samt självmord som följd av den kliniska depression sjukdomen medför. Vissa avlider genom hypoglykemisk koma.
En tillfrisknad patient löper även risk att återfalla eller utveckla bulimia nervosa, många har svårt att föreställa sig ett liv utan sjukdomen som de antagit som en personlighet och trygghet. Många patienter förnekar vidare att de är sjuka och vill inte behandlas, vilket gör det svårt att bryta sjukdomsmönstren. En anorektiker beter sig som en missbrukare såtillvida att vikten är det enda som upptar tankeverksamheten.
En fysisk konsekvens av undernäringen är att ämnesomsättningen påverkas. Hos anorektiker ses en atypisk låg ämnesomsättning, med låga värden TSH, tyroxin (T4) och trijodtyronin (T3). När anorektikern återfått normal vikt, är T4 och T3 fortfarande låga. Det är vanligt med hyperkortisolism vid anorexia nervosa, liksom vid annan svält och undervikt. Mängden tillväxthormon kan öka, vilket beroende på personens ålder kan ge olika symtom, som större näsa och käke (akromegali), grövre hud, och hos pubertala flickor större längdtillväxt. Värdena på luteiniserande hormon sjunker.

### Relation till autism
Sedan Gillberg (1983 & 1985) med flera kom med sin första antydan om förhållandet mellan anorexia nervosa och autism så har en storskalig longitudinell studie av tonåringars debut av anorexia nervosa bedriven i Sverige bekräftat att 23 % av personer med långvariga ätstörningar faller inom autismspektrum. De inom autismspektrum tenderar att ha en sämre utveckling,, men kan dra nytta av att kombinerad användning av beteendemässiga och farmakologiska behandlingar skräddarsys för att lindra autism snarare än anorexia nervosa i sig.
Andra studier, framför allt forskningen vid Maudsley Hospital, tyder dessutom på att autistiska drag är vanliga hos personer med anorexia nervosa; delade drag inkluderar, till exempel, dåliga exekutiva funktioner, autismkvot poäng, central koherens, theory of mind, kognitiv beteendeflexibilitet, känsloreglering och att förstå ansiktsuttryck
Zucker et al. (2007) föreslog att förhållandena inom autismspektrum utgör den kognitiva endofenotypen som bakomliggande orsak till anorexia nervosa och vädjade för ökat tvärvetenskapligt samarbete.
En pilotstudie om effektiviteten av kognitiv beteendeterapi, som bygger sin behandlingsprotokoll på det förmodade sambandet mellan anorexia nervosa och ett underliggande autistismliknande tillstånd, minskade den karaktäristiska perfektionismen och rigiditeten i 17 av 19 deltagare.

## Diagnos
För att diagnosen ska kunna fastställas, måste patienten uppfylla vissa kriterier, varav de somatiska (fysiska) är:
- Vikten understiger minst 15 % av den förväntade, dvs. en undervikt. Förut ansågs patienters BMI behöva ligga på 17.5 eller lägre för att kriterierna för anorexia nervosa skulle uppfyllas, men idag har dessa specifika BMI-gränser tagits bort ur diagnoskriterierna.

Hos barn en vikt som bara är 85 % av den förväntade enligt barnets individuella viktkurva.
De psykiska kriterierna är:
- patienten lider av panikartad rädsla för att öka i vikt, sk. viktfobi (uttrycket myntat av engelske professorn Arthur Crisp)
- patienten har felaktig kroppsuppfattning

Av dessa kriterier är undervikten och viktfobin de absoluta, som måste förekomma för att diagnosen skall kunna fastställas medicinskt. Om patienten inte uppfyller dessa men till exempel uppfyller de andra kriterierna, ställs istället diagnosen ÄS UNS (ätstörning utan närmre specifikation) för tillfället. En vanlig missuppfattning är att det inte finns normalviktiga anorektiker, men detta stämmer inte enligt senare utgåvor av medicinsk litteratur som används för att ställa diagnos, så som DSM-5. Det finns inte längre några specifika BMI-gränser för att få diagnosen anorexia nervosa, utan det som krävs i form av viktkriterier är att det skett en tydlig medveten viktnedgång och att vikten är lägre än vad som är hälsosamt och förväntat hos patienten. Är vikten inte avsevärt lägre än normalt eller förväntat (om patienten exempelvis utvecklat sjukdomen på en övervikt och inte nått en undervikt trots en betydande viktnedgång) kallas sjukdomen atypisk anorexia nervosa. 

## Behandling
Akutbehandling av anorexia nervosa är inläggning och sondmatning, om patienten vägrar att behandlas. I vissa extrema fall tillämpas LPT.
Behandlingen omfattar två områden:
- somatisk behandling
- psykosocial behandling

I vissa fall tillämpas även farmakologisk behandling.
Då drabbade personer ofta har mycket bräcklig fysisk hälsa, kan viss isolering vara viktig då vanliga sjukdomar såsom infektioner och influensa kan vara förödande t.o.m. dödliga i långt gångna fall. I detta sammanhang behöver patientens kroppsvikt inte vara extremt låg för att allvarliga konsekvenser ska kunna inträffa, utan andra faktorer som blodtryck, hjärtfrekvens och annan fysisk status bör tas av hänsyn snarare än enbart vikten.
Långsiktig standardbehandling av anorexia nervosa är olika former av psykoterapi som ofta ger mycket gott resultat. Kognitiv behandling (KBT) har visat sig ha god effekt.
Vid farmakologisk behandling är SSRI-preparat vanliga, likaså direkt verkande ångestlindrande läkemedel av olika typer. Dock har behandling med fluoxetin inte visat sig ha samma fördelar vid själva indikationen som vid bulimia nervosa. I svåra fall sätts ibland neuroleptika i lägre doser in, då dessa ämnen har god effekt som stämningsstabiliserande på lång sikt och får patienten att återfå den fysiska hälsan snabbare (dock orsakar inte medicinerna i sig viktökningen i och med låg dos). Användningen av neuroleptika vid anorexia nervosa är dock licensbelagd och strikt kontrollerad, bl.a. måste en EKG-undersökning genomföras före förskrivning på grund av den sviktande hälsan hos patienten.
I långt gångna fall behandlas personen somatiskt med näringstillförsel under ledning av dietist för att kunna bibehålla livet. I de fall där patienten förlorat förmågan att känna hunger och mättnad på grund av de låga nivåerna av signalsubstanser i hjärnan, sätts ibland tricykliska antidepressiva tillfälligt in för att få igång hungern, för att sedan efter någon vecka helt vara ute ur behandlingen.
Behandlingshem som är speciellt inriktade på att behandla anorexia nervosa och andra ätstörningar finns, både i kommunal och privat regi. Vilka metoder behandlingshemmen tillämpar varierar, och det kan vara allt från DBT till bildterapi och ridterapi.
I princip alla metoders strävan är att öka patientens självkänsla, vilket i sin tur kan hjälpa honom/henne att själv bryta med sjukdomen.

## Möjliga samband med andra sjukdomar och funktionsnedsättningar
Kroppsbyggare kan utveckla ett beteende som påminner om ett slags lätt form av anorexia nervosa omväxlande med en lätt form av bulimi. Kroppsfixeringen är närvarande liksom hos anorektikern. Om en person är kroppsfixerad, kan ett ångestfyllt förhållande uppstå och ur detta kan anorexia nervosa växa fram. 
En annan grupp som oftast består av flickor, som visat sig vara i riskzonen att drabbas av anorexia nervosa eller självsvält är till exempel balettdansöser och mannekänger.[källa behövs]Anorektiker har ofta ett kontrollbehov och räknar kalorier och resultat, och detta beteende överensstämmer med somliga idrottares. Vissa idrottare har ett anorektiskt beteende och en del blir anorektiker. Studier visar att det finns ett samband mellan ADHD och anorexia nervosa och Bulimia nervosa.

## Upplevelser och erfarenheter
En forskningsgenomgång som gjorts av svenska SBU har sammanställt studier som visar hur vården vid ätstörningar upplevs av patienter, närstående och vårdpersonal. Den vanligaste diagnosen i studierna är anorexia nervosa eller ätstörning utan närmare specifikation. Studierna visar att medan vårdpersonal kan betrakta ett medicinskt synsätt som värdefullt, kan patienter och närstående uppleva att detta blir alltför snävt. Patienters önskan om att ha kontroll över sitt ätande beskrivs av närstående och personal som en falsk kontroll, där den drabbade i stället styrs och begränsas av ätstörningen. Studierna visar också att ett bra behandlingssamarbete tar hänsyn till individens hela livssituation, inte bara till själva tillståndet av bristande matintag, samt att även närstående involveras i behandlingen.

## Historia
I Bibeln nämns det att det är en synd att unna sig för mycket, vilket resulterade att nunnor i sällsynta fall kunde hamna i ett tillstånd som kan liknas vid dagens diagnos.
Det var dock först under 1600-talet som sjukdomen blev dokumenterad av Richard Morton, och det dröjde ända till senare 1800-talet innan begreppet anorexia nervosa myntades i England.
Förr var anorexia nervosa ett extremt sällsynt tillstånd, ändock existerande. Troligtvis är dåtidens runda kroppsideal och det faktum att bristen på mat för de flesta redan var stor orsaken till att tillståndet eller liknande tillstånd förr var ovanligt förekommande.
Idag är sjukdomen mycket vanligare och förekommer i alla samhällsklasser i västvärlden.

## Pro-ana
Pro-ana är en subkultur som felaktigt lyfter fram anorexia nervosa som en livsstil istället för ett sjukdomstillstånd. Pro-ana går ofta ut på att uppmana andra att äta mindre, träna mer eller på andra sätt gå ned i vikt och bli sjukare.

## Prognos
Anorexia nervosa antas vara den psykiska sjukdom med allra högst dödlighet i procent, ca. 10-20 % av alla som insjuknar avlider förr eller senare - antingen av sjukdomen i sig, eller av något indirekt relaterat till sjukdomen som till exempel självmord till följd av depression. Hos dem med den kroniska formen av sjukdomen blir livslängden förkortad på grund av det stora slitage kroppen utsatts för.
Beräknat utifrån statistik tillfrisknar omkring 50 % av de sjukdomsdrabbade helt, en tredjedel av dem blir bättre med tiden, medan ca. 20 % förblir kroniskt sjuka.
Vidare finns risk för återfall eller utveckling av andra ätstörningar, såsom bulimia nervosa.